# Mariano Egaña
Mariano Egaña Fabres (Santiago de Chile; 1 de marzo de 1793-ib., 24 de junio de 1846) fue un abogado, político, legislador, magistrado, académico, diplomático y constitucionalista chileno, uno de los principales redactores de la Constitución de 1833.

## Biografía
Fue hijo de Juan Egaña Risco y de Victoria Fabres González de la Rivera. Estudió leyes en la Real Universidad de San Felipe, de donde se tituló en 1811.
Su trayectoria pública se inició en 1813, cuando fue nombrado ministro del Interior. Fue relegado a la isla Juan Fernández entre 1814 y 1817. Bajo el gobierno de Bernardo O'Higgins ocupó cargos de importancia menor.
Durante el gobierno de Ramón Freire, ocupó la cartera de Relaciones Exteriores (1823) y fue ministro plenipotenciario en Londres (1824). En dicha ciudad conoció a Andrés Bello, a quien logró contratar para que participara en la legación chilena en el Reino Unido. En 1829 lo llevó a vivir a Chile. Esta es la acción más importante relatada por Mariano Egaña al traer a Chile a tan eminente persona.
A continuación el informe que envía al gobierno chileno en 1826:

La feliz circunstancia de que existan en Santiago mismo personas que han tratado a Bello en Europa, me releva en gran parte de la necesidad de hacer el elogio de este literato: básteme decir que no se presentaría fácilmente una persona tan a propósito para llenar aquella plaza. Educación escogida y clásica, profundos conocimientos en literatura, posesión completa de lenguas principales, antiguas y modernas, práctica en la diplomacia, y un buen carácter, a que da bastante realce la modestia, le constituyen, no sólo de desempeñar muy satisfactoriamente el cargo de oficial mayor, si no que su mérito justificaría la preferencia que le diese el gobierno respecto de otros que solicitasen igual destino.
Mariano Egaña.

Participó en la comisión encargada de la redacción de la Constitución de 1833. 
Se casó con Rosario Zuazagoitía Astaburuaga, con quien tuvo una hija, Margarita Egaña Zuazagoitía.

## Emancipación de esclavos
Cuando el Senado de 1823 decretó la manumisión de los esclavos, él se opuso y, si bien no demostró ideas esclavócratas, votó el acuerdo senatorial de libertad absoluta y propuso un reglamento sobre libertad condicional de la raza servil. Consideraba que los dueños de esclavos debían ser indemnizados en respeto al principio de propiedad y que la manumisión debía hacerse poco a poco, en bien de los mismos interesados. En su reglamento no acordaba la libertad a los esclavos de más de 50 años para no privarlos del derecho de ser mantenidos por sus amos y no exponerlos en la vejez a la miseria o mendicidad; rechazaba la manumisión para los menores de 21 años, y aún pasada esa edad el manumitido debía poseer un oficio; las mujeres no debían ser libres mientras no se casaran, etc.
Tras ocupar diversos cargos durante la administración de José Joaquín Prieto, donde fue un útil colaborador del ministro Diego Portales, fue elegido senador para el período 1843-1852, tarea que no completó por su temprana muerte.

## Obra jurídica
Uno de los siete miembros de la "Convención modificatoria" de la Constitución de 1828 -liberal-, que dio paso finalmente a la Constitución de 1833. Su importancia radica, especialmente, por haber aportado un "voto particular", en este, dentro de otras materias, se estableció la Nulidad de Derecho Público, vigente en la República de Chile hasta el día de hoy, como una de las vías para proteger los derechos de las personas.